# Café des 2 Moulins

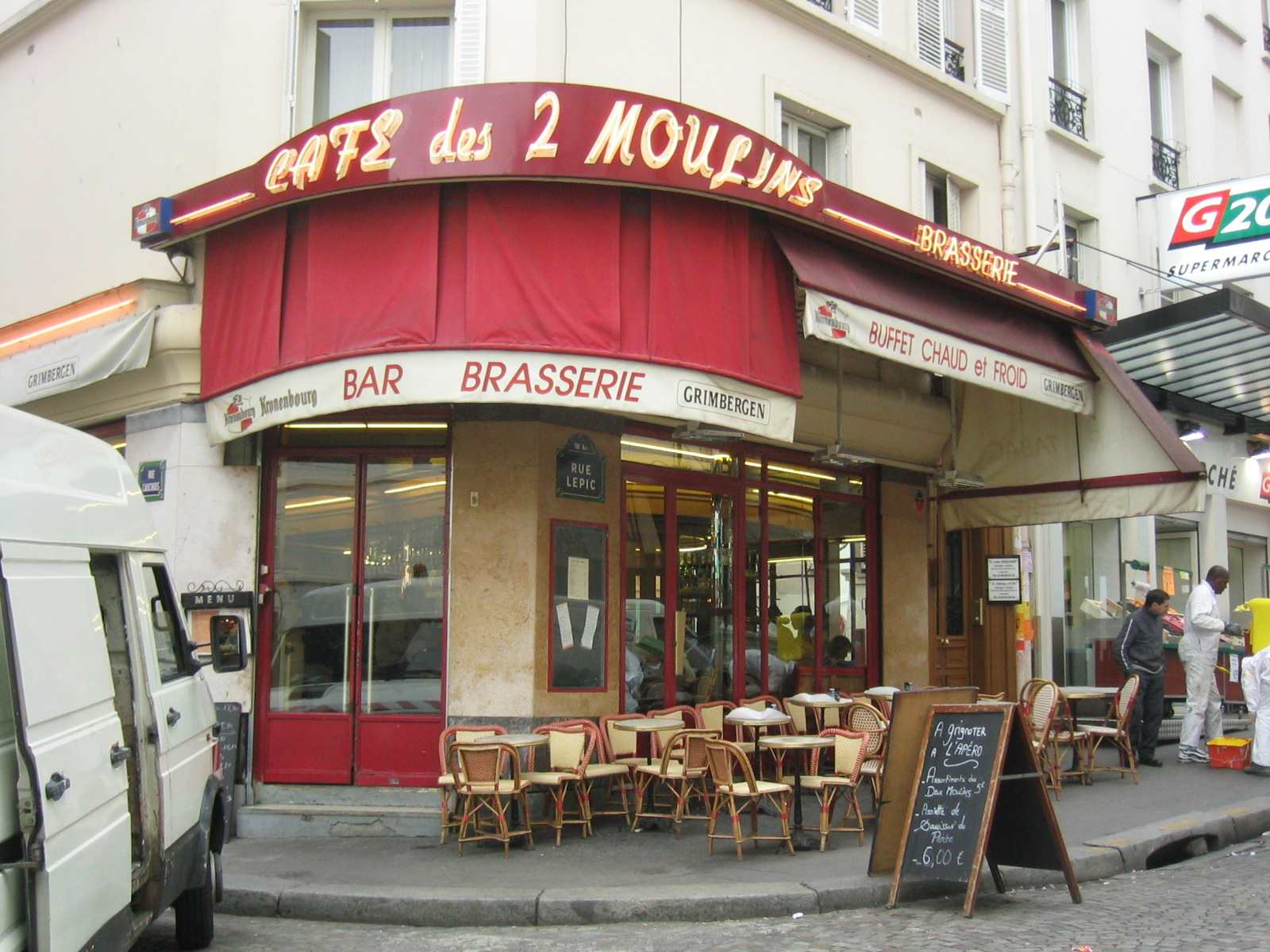
Il café des 2 Moulins

Il Café des 2 Moulins è un café-brasserie di Parigi, reso celebre dal film Il favoloso mondo di Amélie di Jean-Pierre Jeunet, la cui protagonista, la giovane Amélie Poulain, interpretata da Audrey Tautou, lavora come cameriera presso questo locale. Il nome fa riferimento al Moulin-Rouge e al Moulin de La Galette, che si trovano nelle vicinanze.
Il locale si trova nel quartiere parigino di Pigalle, per la precisione al numero 15 di Rue Lepic, nel 18º arrondissement (le fermate della metropolitana più vicine sono quelle di Abbesses e di Blanche). Nei pressi del caffè, in Rue Des Trois Frères, si trova anche il negozio del signor Collignon, altro luogo facente parte del "mondo di Amelie".
Il caffè si trovava in gravi difficoltà economiche e stava rischiando la chiusura quando il regista Jeunet chiese ed ottenne il permesso per utilizzarlo come ambientazione per il suo film ed effettuarvi le riprese necessarie. Dopo l'uscita del film la rivendita di tabacchi venne chiusa, ma in seguito il caffè ha ripreso pienamente la sua attività, riuscendo a risolvere i problemi economici grazie alle notevoli entrate dovute alle frequentazioni da parte dei fan del film. Oggi il locale è tappezzato di foto e simboli che ricordano il film: dal menu allo specchio, alla parete con l'immagine della Tautou, alle foto del nano da giardino presente nel film che campeggiano lungo il corridoio che porta alla toilette del caffè. Non è raro vedere turisti che fanno la coda per farsi fotografare davanti a questi simboli del film.